# 林知己夫
林 知己夫（Chikio Hayashi, はやし ちきお、1918年6月7日 - 2002年8月6日）は、日本の統計学者。学位は、理学博士。正四位勲二等。
統計数理研究所第7代所長。
社会調査・世論調査におけるサンプリング方法の確立を始め、数量化理論(Hayashi's Quantification Methods)の開発とその応用で知られる。1990年代以降、データの科学を提唱し、その研究・思想は現在へと引き継がれている。

## 業績
- 1942年（昭和17年）9月東京帝国大学理学部数学科を卒業
- 1946年（昭和21年）12月統計数理研究所研究員。第2研究部長などを歴任。
- 1974年（昭和49年）3月より1986年（昭和61年）3月まで統計数理研究所長。

林は、第6研究部（行動に関する統計理論）の新設や施設の増設など、整備と運営に務め、国立大学共同利用機関への改組転換と総合研究大学院大学の創設準備に力した。研究活動は40余年に及ぶ。業績も国民性の統計的研究・意識の国際比較方法論・動く調査対象の標本調査論など多岐に亘る。特に第二次世界大戦後、刑務所での受刑者の調査から発展した仮釈放予測の研究は、質的データに数値を付与するという『数量化理論』は統計的方法の適用範囲を飛躍的に拡大させた。
日本の統計学理論の発展と方法論の開発、学際的研究交流や後進の指導に貢献し、1981年（昭和56年）に紫綬褒章、1989年（平成元年）には勲二等瑞宝章を授与された。叙・正四位。
1948年、「日本語は漢字が多いために覚えるのが難しく、識字率が上がりにくいために民主化を遅らせている」とする、ジョン・ペルゼルの発案で、日本語をローマ字表記にしようとする計画が起こされた（「肥田野直, 国字改革秘話」『心理学ワールド』 2013年）。当時東大助手だった言語学者の柴田武は、民間情報教育局（CIE） の指示によって、読み書き全国調査（日本人の読み書き能力調査）のスタッフに選ばれ、漢字テストの出題を任された。これは日本初の「無作為抽出法」の大規模な実施であり、当時統計数理研究所研究員の統計学者だった林が被験者のサンプリングを行った（日本の統計学的社会調査の始まり、山岡）。

## 略歴
- 1918年：東京府本郷区駒込生まれ
- 1936年：東京開成中学校卒業
- 1939年：成城高等学校卒業
- 1942年：東京帝国大学理学部数学科卒業（繰上げ）、陸軍航技候補生として水戸陸軍飛行学校に入校。
- 1945年：陸軍総軍司令部附、東京帝国大学理学部における科学研究補助嘱託（常勤）
- 1946年：統計数理研究所所員
- 1951年：統計数理研究所研究第三部長
- 1955年：統計数理研究所第二研究部長
- 1956年：学位論文「定質的なものの数量化における統計数理的方法」で東京大学より理学博士の学位を取得 [1]。
- 1972年：科学基礎論学会理事長（～1984年）
- 1973年：日本行動計量学会初代理事長（～1988年）
- 1974年：統計数理研究所所長（～1986年）
- 1979年：野兎研究会会長（1991年(平成3年)より森林野生動物研究会）（終身）
- 1980年：日本計量生物学会会長及びBiometric Society日本支部支部長（～1986年）
- 1983年：日本分類学会会長（～1986年、1991～93年、1995～98年）
- 1985年：日本統計学会会長（～1986年）、日本世論調査協会会長（～1999年）、日本学術会議会員（～1988年）
- 1986年：統計数理研究所名誉教授、放送大学教授（～1991年）
- 1992年：輿論科学協会会長（終身）
- 1998年：IFCS（国際分類学会連合）会長（～1999年）

## 主な著書（単著）
- 『サムプリング調査はどう行うか』（東京大学出版会 1951）
- 『数量化の方法』（東洋経済新報社 1974）
- 『データ解析の考え方』（東洋経済新報社 1977）
- 『計量感覚－役立つ情報をつかみ出すために－』（プレジデント社 1978）
- 『日本人研究三十年』（至誠堂選書 1981）
- 『科学と常識』（東洋経済新報社 1982）
- 『調査の科学－社会調査の考え方と方法（ブルーバックス）』（講談社 1984）
- 『データ解析法』（放送大学 1985）
- 『データ解析法の基本』（放送大学 1988）
- 『データ解析法の進歩』（放送大学 1988）
- 『日本人の心をはかる』（朝日新聞社 1988）
- 『行動計量学序説（行動計量学シリーズ）』（朝倉書店 1993）
- 『数量化－理論と方法－（統計ライブラリー）』（朝倉書店 1993）
- 『数字からみた日本人のこころ』（徳間書店 1995）
- 『日本らしさの構造－こころと文化をはかる』（東洋経済新報社 1996）
- 『日本人の国民性研究』（南窓社 2001）
- 『データの科学（シリーズ＜データの科学＞）』（朝倉書店 2001）
- 『調査の科学－社会調査の考え方と方法（ちくま学芸文庫）』（筑摩書房 2011）

## 受賞歴
- 1954年：大内賞（全国統計協会連合会）
- 1965年：第16回NHK放送文化賞
- 1976年：英国王立統計協会名誉会員（Honorary Fellow）
- 1997年：日本統計学会賞

## 叙位・叙勲
- 1981年：紫綬褒章
- 1989年：勲二等瑞宝章
- 2002年：正四位叙位